# Storth
Storth är en by i Cumbria i England. Byn ligger 76,4 km från Carlisle. Orten har 950 invånare (2015).